# Delgereh járás
Delgereh járás (mongol nyelven: Дэлгэрэх сум) Mongólia Kelet-Góbi tartományának egyik járása. Területe 4858 km². Népessége kb. 2000 fő.
Székhelye, Hongor (Хонгор) 137 km-re fekszik Szajnsand tartományi székhelytől.